# Museu Nacional Nipoamericà
El Museu Nacional Nipoamericà (Japanese American National Museum) és un museu de Los Angeles, a Califòrnia, dedicat a conservar la història i cultura d'americans japonesos. El museu conté més de 130 anys d'història dels americans d'origen japonès. Conté un arxiu d'imatges de més de 30,000 metres de pel·lícules de vídeo tant de 16 mm com de 8 mm dels americans d'origen japonès entre la dècada de 1920 i la dècada de 1950. També hi ha objectes, articles artístics, fotografies i històries orals d'americans japonesos. Aquest museu, conjuntament amb l'Academy Film Archive col·laboren per facilitar l'accés a pel·lícules que transmeten l'experiència americana dels japonesos. Es va obrir el 1992 i actualment aquesta col·lecció té més de 250 pel·lícules i no para de créixer. El museu es troba en un edifici històric construït el 1925, que esdevindria el primer lloc de culte de Los Angeles dedicat al budisme.